# 福建铁角蕨
福建铁角蕨（学名：Asplenium fujianense）为铁角蕨科铁角蕨属下的一个种。

## 扩展阅读
- 維基物種上的相關：福建铁角蕨